# Đài Truyền hình Quốc gia Thái Lan
National Broadcasting Services of Thailand (Tiếng Thái: สถานีวิทยุโทรทัศน์แห่งประเทศไทย) còn được gọi là NBT là đài truyền hình quốc gia tại Thái Lan thuộc sở hữu và điều hành bởi Dịch vụ phát thanh truyền hình quốc gia Thái Lan (NBT) của Cục Quan hệ công chúng Chính phủ (PRD) - một bộ phận của Chính phủ Thái Lan. NBTTV hiện đang phát sóng 24 giờ một ngày kể từ tháng 4 năm 2008.

## Lịch sử
Việc phát sóng TVT11 bắt đầu vào ngày 11 tháng 7 năm 1985, khi TV9 (hiện được gọi là MCOT) chia thành hai kênh. Nó nhắm vào người xem ở nông thôn. Một số yếu tố như tình dục và bạo lực được kiểm duyệt vì NBT là một trong những cơ quan chính phủ. NBTTV cũng có sẵn trên nền tảng vệ tinh phát sóng trực tiếp TrueV Division trên kênh 5. (Phát sóng hiện tại trên Kênh 2 giống như Nền tảng mặt đất kỹ thuật số) Vào ngày 1 tháng 4 năm 2008, kênh này bắt đầu phát sóng 24 giờ mỗi ngày, cung cấp nhiều chương trình hơn cho người xem ở lại dậy muộn để xem tivi. Vào ngày 1 tháng 4 năm 2008, các đài truyền hình TVT11 một lần nữa được tái cấu trúc bởi Dr.Mun Pattanothai, Bộ trưởng Thông tin. TV11 có một tên mới: NBTTV. Các chương trình truyền hình giáo dục đã được phát sóng qua kênh này từ năm 1988 đến 1999, xen kẽ với TV9 vào buổi chiều cho đến năm 1994, nơi nó được phát sóng vào buổi sáng. Lập trình ban ngày trên TV9 bắt đầu vào ngày 1 tháng 3 năm 1994 đã khiến ETV chỉ được phát trên TV11. NBTTV và các đài phát thanh thuộc Dịch vụ Phát thanh Quốc gia Thái Lan phát sóng từ trụ sở của họ ở Din Daeng, Bangkok. NBTTV hiện phát sóng dưới băng tần III (Tần số rất cao), mặc dù một số khu vực ở Thái Lan truyền tín hiệu ở UHF, nơi nó thường được điều chỉnh đến băng tần 2. Ở Vùng đô thị Bangkok, kênh VHF cho TV11 là 11, với đường truyền yếu hơn kênh 10 ở một số khu vực nhất định của Khu vực đô thị Bangkok. Nó cũng có sẵn trên đường truyền DVB-T thử nghiệm NBTi trên 658 MHz, SID 2. Kể từ ngày 1 tháng 1 năm 2007, nó cũng có sẵn trên đường truyền DMB-T / H thử nghiệm trên Băng tần III. NBT World là dịch vụ truyền hình tiếng Anh 24/7 của mạng nhằm vào cộng đồng người Thái Lan ở nước ngoài, ASEAN và châu Á phát sóng quốc tế thông qua cáp và vệ tinh.

## Trạm phát
| Tên viết tắt | Năm  | Vị trí           | Số khu vực phát sóng (tỉnh) |
| ------------ | ---- | ---------------- | --------------------------- |
| NNT1         | 1962 | Khon Kaen        | 11                          |
| NNT2         | 1968 | Ubon Ratchathani | 9                           |
| NNT3         | 1971 | Phitsanulok      | 7                           |
| NNT4         | 1970 | Chiang Mai       | 10                          |
| NNT5         | 1955 | Surathani        | 7                           |
| NNT6         | 1962 | Songkhla         | 7                           |
| NNT7         |      | Chantaburi       | 8                           |
| NNT8         |      | Kanchanaburi     | 7                           |